# Agrypnia improba
Agrypnia improba är en nattsländeart som först beskrevs av Hagen 1873.  Agrypnia improba ingår i släktet Agrypnia och familjen broknattsländor. Inga underarter finns listade i Catalogue of Life.